# رادیولوژی از راه دور
رادیولوژی از راه دور (به انگلیسی: Teleradiology)، شاخه ای از پزشکی از راه دور است که در آن، از فناوری اطلاعاتی و ارتباطاتی برای انتقال تصاویر پرتوشناسی از یک مکان به مکان دیگر استفاده می‌شود. هدف از این کار، به اشتراک گذاری تصاویر با سایر پرتوشناسان و پزشکان است تا امکان تشخیص، مشاوره و تفسیر از راه دور تصاویر پرتوشناسی فراهم گردد. این روش می‌تواند برای تفسیر مطالعات تصویربرداری غیرتهاجمی مانند تصاویر دیجیتال اشعه ایکس، سی تی اسکن، ام آر آی، صوت‌نگاری و پزشکی هسته‌ای مورد استفاده قرار گیرد.

## اهمیت رادیولوژی از راه دور

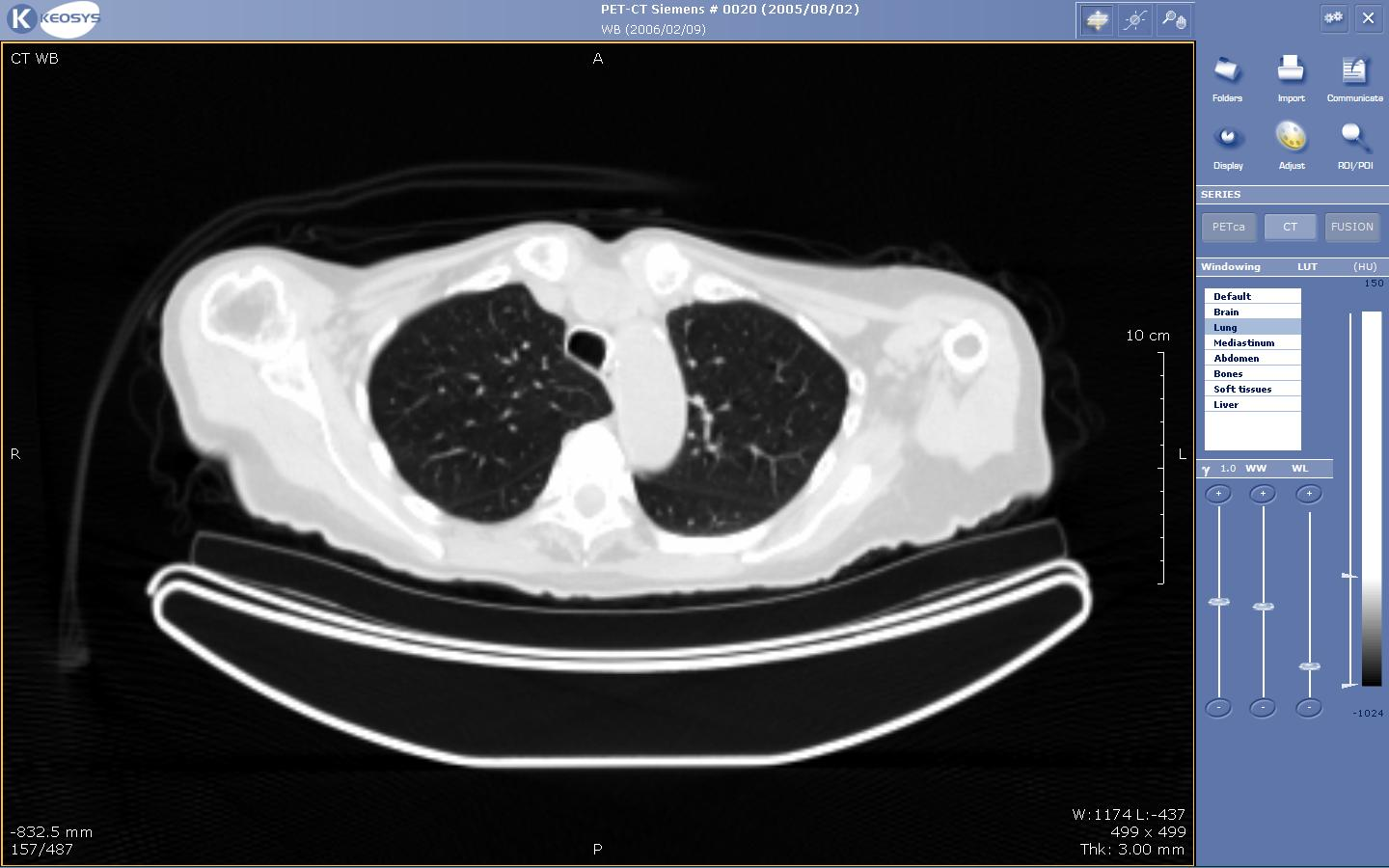
سی تی اسکن قفسه سینه بیمار در حین پرتونگاری از راه دور نشان داده شده

تقاضا برای خدمات تشخیصی و تفسیر از راه دور تصاویر رادیولوژی در سراسر جهان به دلیل کمبود نیروی متخصص و تجهیزات مورد نیاز به تعداد کافی در حال افزایش است. در مواردی در کشورهای در حال توسعه، اگرچه دستگاه‌های تصویر برداری وجود دارد اما نیروی متخصص برای استفاده از آن وجود ندارد. این عدم توازن میان میزان تقاضا و دسترسی به خدمات تصویربرداری تشخیصی در بسیاری از کشورهای جهان وجود دارد.
به عنوان مثال در انگلستان تفسیر یک گزارش ام آر آی ممکن است تا بیست و یک روز به طول بینجامد. از دیگر مشکلات، عدم دسترسی به متخصصین رادیولوژی در شرایط اضطراری و نیز در همه ساعات شبانه روز است. فقدان در دسترس بودن خدمات تشخیصی بموقع، باعث به وجود آمدن مشکلات زیادی برای پزشکان و بیماران در شرایط اضطراری و در طول ساعات شب می‌شود. علاوه بر این موارد، گاهی نیاز به دسترسی به یک تخصص خاص از رادیولوژی یا مشورت با سایر متخصصین با تجربه‌تر برای تفسیر یک تصویر رادیولوژی دشوار وجود دارد. این مشکلات را می‌توان تا حدی با استفاده از فناوری‌های مخابراتی و سیستم‌های انتقال تصاویر برای استفاده از دانش و تجربه متخصصین رادیولوژی به صورت از راه دور حل نمود.

## تاریخچه
در میان کاربردهای مختلف پزشکی از راه دور، رادیولوژی از راه دور با توسعه و پذیرش بیشتری در نقاط مختلف جهان همراه بوده‌است. اولین تلاش‌ها در زمینه تصویر برداری پزشکی از راه دور به اواخر دهه سی میلادی بر می‌گردد. در سال ۱۹۲۹ میلادی تصاویر اشعه ایکس دندانی با استفاده از تلگراف به مکان دیگری منتقل گردید در دهه‌های ۱۹۶۰ و ۱۹۷۰ میلادی، موارد متعددی از استفاده از تلویزیون‌های مدار بسته برای مشاوره بیماران و انتقال تصاویر پزشکی در حوزه‌های مختلفی از تخصص‌های پزشکی از جمله رادیولوژی، آسیب‌شناسی و پوست گزارش شده‌است.
استفاده از تلویزیون‌های مدار بسته بعد از شناسایی محدودیت‌های این روش از جمله هزینه بالای نصب تجهیزات لازم و وضوح پایین تصاویر، متوقف گردید. در اواخر دهه هفتاد و پس از آن در دهه هشتاد میلادی، توجه به رویکردهای مبتنی بر کامپیوتر در پزشکی از راه دور جلب گردید. قبل از آن، رویکرد طراحی سامانه‌ها اغلب به گونه ای بود که تصاویر به صورت همزمان به سامانه مقصد ارسال می‌گردید، اما در این دوران رویکرد غیر همزمان جای آن را گرفت که اصطلاحاً روش ذخیره و سپس انتقال اطلاعات نامیده می‌شود. در این رویکرد، داده‌های جمع‌آوری شده به فرم دیجیتال ابتدا در سامانه مبدأ ذخیره می‌شود و بر خلاف روش همزمان، ارسال تصاویر لزوماً به صورت بی‌درنگ به سامانه مقصد صورت نمی‌گیرد؛ بنابراین در این روش دیگر نیاز به حضور همزمان بیمار و ارائه دهنده خدمت وجود ندارد. رویکرد غیر همزمان، هم‌اکنون مبنای اصلی در اکثر برنامه‌های رادیولوژی از راه دور است که در آن به جای برقراری تماس مستقیم از طریق صدا یا تصویر میان مخاطبان، از ذخیره و ارسال غیر همزمان برای ارائه خدمات تصویر برداری پزشکی استفاده می‌شود.
در دهه هشتاد میلادی، سامانه‌های رادیولوژی از راه دور با رویکرد تجاری با کیفیت و مقیاس پذیری بسیار محدود از طریق تعداد محدودی از فروشندگان در دسترس قرار گرفتند. رویکرد اغلب این سامانه‌ها شامل تصویر برداری یا فیلم‌برداری از نسخه چاپی تصاویر انتخابی برای دیجیتالی سازی و سپس انتقال تصاویر بود. سیستم‌های پیشرفته تر برای این منظور از دیجیتایزرهای لیزری استفاده می‌کردند. هر دو رویکرد دارای دشواری زیادی بود و با پیشرفت‌های بعدی در فناوری تغییر نمود. در مجموع، در حوزه رادیولوژی از راه دور تا اواسط دهه نود میلادی کارایی پایین و هزینه بالای سیستم‌های اطلاعاتی موجود، فقدان سیستم‌های مدیریت تصاویر دیجیتال کاربردی و با قیمت معقول (شامل ایستگاه‌های کاری با وضوح تصویر بالا در سمت ارائه دهنده و گیرنده خدمت از موانع اصلی پذیرش گسترده این حوزه بود.
در طول بیست سال گذشته، تأثیر عوامل بازدارنده مرتبط با فناوری، دراستفاده و پذیرش گسترده تله رادیولوژی با معرفی فناوری‌های ارتباطی و مخابراتی کم هزینه مانند اینترنت، بهبود باور نکردنی در عملکرد کامپیوترها همزمان با کاهش هزینه‌های آنها، پذیرش گسترده سامانه‌های پکس و پیشرفت در روش‌های فشرده سازی و انتقال اطلاعات بسیار کمتر گردیده‌است. به‌طور همزمان، تصویر برداری پزشکی نیز دچار تحول گردیده و از ذخیره و مشاهده تصاویر بر روی فیلم، به سمت ذخیره به صورت دیجیتال و مشاهده تصاویر تمام دستگاه‌های تصویربرداری در ایستگاه‌های کاری رفته‌است. این پیشرفت‌ها در کنار یکدیگر، یک پلتفرم عملی و مقرون به صرفه برای پیاده‌سازی رادیولوژی از راه دور فراهم نموده و امروزه تصاویر دیجیتالی از طریق فناوری‌های مخابراتی با سرعت بسیار بالا در سراسر جهان انتقال می‌یابد. از موارد اخیرتر، می‌توان به انجام رادیولوژی از راه دور در قالب برنامه قابل نصب بر روی تلفن‌های هوشمند همراه اشاره نمود که در شرایط اورژانسی برای تفسیر از راه دور تصاویر رادیولوژی در بیماران سکته مغزی مورد استفاده قرار گرفته‌است

## کاربردهای بالینی رادیولوژی از راه دور
از آن جا که تصویر برداری‌های رادیولوژی برای بسیاری از اهداف پزشکی کاربرد دارد، رادیولوژی از راه دور نیز دارای کاربردهای بالینی متنوعی است. از جمله متداول‌ترین کاربردهای رادیولوژی از راه دور می‌توان به موارد زیر اشاره کرد:
- تفسیر، گزارش و گرفتن نظر دوم برای مطالعات تصویر برداری تشخیصی
- پوشش تصویر برداری در شب
- پوشش تصویر برداری در روزهای تعطیل
- پوشش تصویر برداری در شرایط اورژانسی

همچنین از جمله متداول‌ترین فناوری‌های تصویر برداری که می‌تواند به صورت از راه دور انجام شود می‌توان به رادیولوژی، سونوگرافی، فلوروسکپی، سی تی اسکن، ام آر آی و پزشکی هسته ای اشاره نمود

## فرایند ثبت، ذخیره، انتقال و مشاهده تصاویر در رادیولوژی از راه دور

### ذخیره تصاویر
امروزه تقریباً تمامی تجهیزات رادیولوژی سازگار با فرمت دایکام هستند؛ بنابراین تصاویر را می‌توان روی یک شبکه یا ایستگاه کاری در فرمت دایکام ذخیره نمود. فشرده‌سازی تصویر می‌تواند به صورت بی اتلاف (Lossless) و با اتلاف (Lossy) صورت گیرد. درجات مختلفی از فشرده سازی و از دست رفتن اطلاعات ممکن است بسته به نوع دستگاه تصویر برداری و وضعیت بالینی قابل قبول باشد. تصاویر رادیوگرافی ساده حاصل از اشکه ایکس، معمولاً به فرمت غیر دیجیتالی بوده و نیاز به اسکن کردن دارند. در حال حاضر بزرگترین چالش تصویر برداری پزشکی از راه دور، تصاویر ماموگرافی است. این مسئله به دلیل حجم بسیار زیاد فایل‌های ماموگرافی و مسایل مربوط به وضوح تصویر مورد نیاز برای تشخیص میکروکلسیفیکاسیون یا کانون‌های کلسیمی کوچک است

### انتقال تصاویر
در ابتدا، انتقال تصاویر از طریق خطوط تلفن با استفاده از مودم‌ها و گاهی با سرعتی کمتر از ۲۴۰۰ بیت در ثانیه صورت می‌پذیرفت. امروزه دسترسی به خطوط با سرعت بالا این امکان را به مراکز تصویر برداری مختلف می‌دهد که بسته به نوع نرم‌افزار مورد استفاده، تصاویر را به صورت مستقیم یا از طریق اینترنت، منتقل کنند

### مشاهده تصاویر
مشاهده تصاویر، نیاز به یک ایستگاه کاری دارد که قابلیت نمایش تصاویر با وضوح بالا را داشته باشد. امروزه انواع مختلفی از نرم‌افزارهای متن باز و تجاری در دسترس هستند که امکان مشاهده، دستکاری، اندازه‌گیری، بازسازی سه بعدی تصاویر و موارد دیگری را فراهم می‌سازند

### انتقال گزارش‌ها
امروزه با ورود سامانه‌های بایگانی و تبادل تصویر یا پکس، امکان یکپارچه شدن سامانه‌های اطلاعات رادیولوژی با سامانه‌های رادیولوژی از راه دور فراهم گردیده و منجر به انتقال سریع و مؤثر یافته‌های حاصل از گزارش به پزشک یا جراح مربوطه می‌گردد

## سازمان‌های پیشرو در جهان در رادیولوژی از راه دور

### ناسا
ناسا از پیشگامان اندازه‌گیری و انتقال از راه دور داده‌های پزشکی است. این سازمان دارای تاریخچه ای طولانی در استفاده از رویکرد پزشکی از راه دور است و به منظور کنترل وضعیت سلامت فضانوردان در فضا از رویکردهای غیر همزمان ذخیره و ارسال تصاویر پزشکی بهره می‌گیرد. در سال ۲۰۰۵ میلادی ناسا در یکی از پروژه‌های خود موفق به انجام از راه دور سونوگرافی فراصوتی در یک ایستگاه فضایی بین‌المللی گردید. در این پروژه، فضانوردان با حداقل آموزش در تصویر برداری با راهنمایی یک متخصص سونوگرافی مستقر در مرکز علوم از راه دور ناسا واقع شده در هوستون، از مفصل شانه‌های یکدیگر سونوگرافی کردند و تصاویر حاصل برای بررسی به زمین ارسال گردید. ناسا همچنان نیز برای پیشبرد این حوزه از تکنولوژی سرمایه‌گذاری می‌کند

### ارتش آمریکا
در سال ۱۹۹۰ میلادی، ارتش ایالات متحده آمریکا در عملیات طوفان صحرا با انتقال تصاویر رادیولوژی به‌طور عملی رادیولوژی از راه دور را به کار گرفت. پس از آن، تبادل تصاویر پزشکی در شرایط بحرانی مانند بلایای طبیعی یا در شرایط جنگی مانند در درگیری‌های نظامی این کشور در کرواسی، بوسنی، افغانستان و عراق با استفاده از فناوری‌های مختلف و به اشکال مختلف مورد استفاده قرار گرفته‌است.

## چالش‌های پیش روی رادیولوژی از راه دور
به‌طور کلی بسیاری از چالش‌های پیش روی رادیولوژی از راه دور، همان جالش‌های پیش روی پزشکی از راه دور است و اکثراً به جنبه‌های قانونی پزشکی از راه دور بر می‌گردد. از جمله متداول‌ترین این چالش‌ها عبارتند از:
- ملاحظات و محدودیت‌های فنی
- هزینه اولیه راه اندازی
- قصور پزشکی
- حریم خصوصی، محرمانگی و امنیت داده‌ها
- صدور مجوز
- بازپرداخت[۱۲][۱۳]

## استانداردها
در سال ۱۹۹۴ میلادی، کالج رادیولوژی آمریکا، استانداردهایی را برای رادیولوژی از راه دور منتشر کرد. در سال ۲۰۰۵ میلادی، کمیته ای از این کالج به مطالعه موارد حقوقی و قانونی، موارد مرتبط با بازپرداخت و بیمه، تضمین کیفیت و سایر موارد مرتبط با رادیولوژی از راه دور در حوزه بین‌المللی پرداختند که مطالعات آن‌ها عمدتاً در رابطه با برون سپاری و موارد مقدماتی بود در سال‌های بعد کالج رادیولوژی آمریکا با همکاری انجمن آمریکایی فیزیک پزشکی و انجمن انفورماتیک تصویر برداری پزشکی دستورالعمل‌هایی تحت عنوان استانداردهای فنی برای تصویر برداری پزشکی الکترونیکی منتشر کردند که به توصیف اهداف و شرایط برای استفاده از تصاویر دیجیتال به صورت از راه دور می‌پردازد. این دستور العمل آخرین بار در سال ۲۰۱۷ به روز شده‌است

## رادیولوژی از راه دور در ایران
امکان حذف فیلم و توزیع الکترونیک تصاویر در ایران به لحاظ سخت‌افزاری و نرم‌افزاری فراهم گردیده‌است. از طرف دیگر، پیشرفتهای مختلف سریع و روزافزون و تکنولوژ ی‌های مدرن در علم تصویربرداری در چند دههٔ اخیر این علم را در ایران نیز تغییر شکل وسیع داده و با انقلابی عظیم روبرو کرده‌است. به دلیل پراکندگی جغرافیایی در کشور، در برخی شهرستان‌ها و نقاط دور افتاده، مردم به خدمات تصویر برداری تخصصی دسترسی ندارند و مجبورند برای دسترسی به این خدمات مسافت‌های طولانی را سفر کنند که این امر، هزینه‌های زیادی را به آن‌ها تحمیل می‌کند. وجود رادیولوژی از راه دور امکان استفاده از رادیولوژیست فوق تخصصی را در مراکز چند منظوره که رادیولوژیست فوق تخصصی نمی‌تواند همیشه در آنجا مستقر باشد فراهم و این خصوصاً موجب خدمت بهتر به بیماران در شهرهای کوچک و حتی مناطق روستایی خواهد شد.

### تجربه عملی
سامانه‌های رادیولوژی از راه دور در شهرهای مختلفی از کشور از جمله تهران و یزد راه اندازی گردیده‌است. با راه اندازی این سامانه‌ها، امکان مشاهده تصاویر رادیوگرافی نظیر سی تی اسکن، ام آر آی و غیره از راه دور برای پزشک معالج فراهم شده و نیازی به حضور پزشک در مرکز درمانی نیست. از دیگر مزایای این سیستم حذف فیلم‌های رادیولوژی است که در نوع خود باعث صرفه جویی ریالی و ارزی قابل توجهی شده‌است.
از دیگر تجربه‌های صورت گرفته در این زمینه، طرح سامانه‌های سونوگرافی از راه دور است که به عنوان یک پروژه بین دانشگاهی با مشارکت چند دانشگاه علوم پزشکی بزرگ و انجمن رادیولوژیستهای ایران و برخی شرکت‌های دانش بنیان طراحی شده و امکان استفاده از سونوگرافی برای خدمات پزشکی اورژانسی و تصمیم‌گیری‌های جراحی خصوصاً برای مراکز درمانی کوچک در مناطق دور یا مراکز درمانی سیار را فراهم می‌سازد. بر مبنای این طرح، پروب سونوگرافی در شهرستانهایی که فاقد متخصص رادیولوژی هستند توسط پرسنل آموزش دیده (که ترجیحاً از بین کارشناسان شاغل در مراکز درمانی خواهد بود) و با هدایت صوتی تصویری متخصص رادیولوژی روی بدن بیمار قرار می‌گیرد و تصاویر به صورت همزمان و زنده، به مرکز تله سونوگرافی مستقر در دانشگاه یا بخش مورد تأیید دانشگاه مخابره می‌شود. رادیولوژیست مستقر در این مرکز، هم تصاویر سونوگرافی را می‌بیند و هم از طریق دوربین ویدئویی مستقر در اتاق سونوگرافی مرکز بهداشتی درمانی، حرکات دست اپراتور سونوگرافی و مانورهایی که برای گرفتن تصویر انجام می‌دهد را مشاهده می‌کند و می‌تواند به صورت زنده وی را برای اصلاح حرکات و مانورها هدایت و راهنمایی کند. نهایتاً تصاویر توسط رادیولوژیست بررسی و گزارش سونوگرافی را رادیولوژیست شخصاً تنظیم، مهر و امضاء کرده و ارسال می‌کند. کلیه این فعل و انفعالات در سامانه محرمانه ای ثبت و ضبط می‌شود و به این لحاظ، قابلیت ارزیابی مجدد خواهد داشت. به این ترتیب یک رادیولوژیست همکار می‌تواند بدون نیاز به استقرار در شهرهای کوچک و کم جمعیت، خدمات مورد نیاز را که البته تنوع اندکی دارد، همزمان به چند شهر ارائه کند.

### چالش‌های اصلی رادیولوژی از راه دور در ایران
- زیر ساخت فنی شامل سخت‌افزار، نرم‌افزار و شبکه
- مشکلات مربوط به بستر انتقال اطلاعات مانند اختلال در ارتباط و سرعت انتقال
- نیاز مبرم به فرهنگ سازی بین مدیران مراکز درمانی و پزشکان و تغییر عادت یک نسل از پزشکان سه دهه گذشته برای بهره‌گیری از تکنولوژی
- آموزش لازم و کاربردی به کاربران سیستم
- سیاست گزاری صحیح نهادهای دولتی و بیمه‌ها در جهت حمایت از توسعه فناوری‌های نوین
- موانع قانونی
- چالش‌های مرتبط با امنیت و محرمانگی اطلاعات
- موانع اقتصادی[۲۰]